# Album of the Year (Freestyle)
Album of the Year (Freestyle) è un singolo del rapper statunitense J. Cole, pubblicato il 7 agosto 2018 per le etichette discografiche Dreamville Records, Roc Nation ed Interscope Records.

## Antefatti
Il 7 agosto 2018 J. Cole pubblicò il singolo, che utilizza la strumentale del singolo del 2001 Oochie Wally, di Nas e i The Bravehearts. Il singolo fu supportato dalla pubblicazione di un apposito videoclip sul canale YouTube WorldStarHipHop. In seguito Cole annunciò il titolo di un nuovo progetto musicale, The Off Season, che va a precedere il suo sesto album in studio, The Fall Off. Nella descrizione del videoclip  si può leggere:
(J. Cole)

## Tracce
1. Album of the Year (Freestyle) – 2:18 (testo: Jermaine Cole, Nasir Jones, Michael Epps, Lamont Porther – musica: J. Cole, Ez Elpee)

## Classifiche
| Classifica (2018)         | Posizione massima |
| ------------------------- | ----------------- |
| Canada                    | 84                |
| Stati Uniti               | 87                |
| Stati Uniti (R&B/Hip-Hop) | 44                |